# ヴェルレイ・アナニアス・ダ・シウヴァ
ヴェルレイ（Werley）ことヴェルレイ・アナニアス・ダ・シウヴァ（ポルトガル語: Werley Ananias da Silva、1988年9月9日 - ）は、ブラジルのサッカー選手。ポジションはDF。

## クラブ歴
2002年、ソシアウFCの下部組織からアトレチコ・ミネイロの下部組織に14歳で移籍。2008年にアメリカ-RJに期限付き移籍し同クラブでカンピオナート・カリオカに出場し選手デビュー。また同年に同州のボアヴィスタSCにも期限付き移籍した。その後エメルソン・レオン監督によってアトレチコ・ミネイロのトップチームに昇格。2009年2月15日にマルコス・ローシャと交代で途中出場しアトレチコ・ミネイロのトップチームで初出場。5月9日にカンピオナート・ブラジレイロ・セリエA初出場。10月6日に初得点。
2012年3月1日に同年末までの契約でグレミオFBPAに期限付き移籍。6月29日にヴィクトルがグレミオからアトレチコ・ミネイロに移籍した事に際して、彼は逆にグレミオに完全移籍した。その後もレギュラーとして活躍したが、2014年にペドロ・ジェロメウが加入すると控えに転落した。2015年1月18日にサントスFCに年末までの契約で期限付き移籍。カンピオナート・パウリスタではレギュラーとして活躍したが、8月にグスタヴォ・エンヒキにポジションを奪われた。2016年はフィゲイレンセFCに期限付き移籍した。
2016年12月23日にコリチーバFCに完全移籍。2018年にCRヴァスコ・ダ・ガマに移籍した。

## タイトル
アトレチコ・ミネイロ
- カンピオナート・ミネイロ: 2010, 2012

サントス
- カンピオナート・パウリスタ: 2015